# Legio X Veneria
Die Legio X Veneria war eine Legion der römischen Armee, die um die Mitte des 1. Jahrhunderts v. Chr. von Gaius Iulius Caesar aufgestellt wurde. Der Name der Legion war von der Göttin Venus abgeleitet, die Caesar als seine mythische Urmutter ansah. Das Legionsemblem war vermutlich ein Stier. Nach der Schlacht bei Philippi im Oktober/November 42 v. Chr. wurde die Legion aufgelöst. Die Veteranen wurden bei Cremona und Brescia angesiedelt.
Die Legion ist nur durch eine Inschrift namentlich überliefert: C(aius) Lanius / C(ai) f(ilius) Ani(ensi) de / leg(ione) X Vener(ia) C(aius) Lanius C(ai) l(ibertus) / Eros filius / de suo.